# Anisodus tanguticus
Anisodus tanguticus är en potatisväxtart som först beskrevs av Maximowicz, och fick sitt nu gällande namn av Adolf Adolph A. Pascher. Anisodus tanguticus ingår i släktet Anisodus och familjen potatisväxter. Inga underarter finns listade i Catalogue of Life.

## Bildgalleri

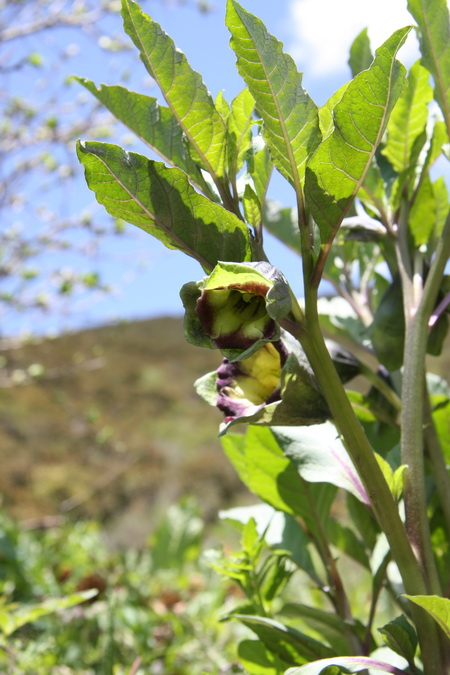